# Abbazia di Roggenburg
L'abbazia di Roggenburg è un'abbazia premostratense situata presso la città di Roggenburg, nel circondario di Nuova Ulma, nel Land della Baviera.

## La storia del monastero
Secondo la tradizione, il monastero di Roggenburg fu fondato nell'anno 1126 da tre fratelli della stirpe dei conti "von Bibereck": Bertold, il conte di Bibereck, Conrad, il vescovo di Coira e Siegfried, un canonico d'Augusta. I primi Premonstratensi venivano dal vicino monastero d'Ursberg. Si stabilirono all'inizio nel bassopiano, ma traslocarono presto sulla collina del castello. 
Il fiorente monastero di Roggenburg fu elevato al titolo di abbazia nell'anno 1444 e divenne assoggettato direttamente all'imperatore nel 1544. 
Superò le devastazioni della guerra dei contadini, i disordini della riforma di Martin Lutero e la miseria della Guerra dei trent'anni. Nel XVIII secolo la triade, i tre grandi abati Dominicus Schwaninger, Caspar Geisler e Georg Lienharth crearono quel mondo barocco, che possiamo vedere ancora oggi.
Verso il 1732 cominciò la costruzione degli edifici dell'abbazia nella parte occidentale. La prima pietra della chiesa con la parte orientale fu posta nell'anno 1752. I lavori della chiesa terminarono con la consacrazione nel 1758. La parte meridionale degli edifici monastici finì nel 1766.
Nella piena fioritura del XVIII secolo tutte le chiese parrocchiali e filiali del territorio abbaziale furono nuovamente costruite o smontate. Negli anni successivi però si ebbero grandi danni al monastero a causa della miseria dei fuggitivi emigranti della Francia, dei disordini della guerra, dei saccheggi. 
Dopo la pace di Lunéville non si poté più frenare la secolarizzazione. Nel 1802 l'abbazia fu occupata dai militari bavaresi, l'abate fu esentato da tutti gli obblighi, e il convento con 36 canonici venne chiuso. - 180 anni dopo la secolarizzazione, l'ordine è ritornato nel suo monastero precedente. L'abbazia di Santa Maria a Windberg in Bassa Baviera ha preso in consegna la parrocchia di Roggenburg nel 1982. La meta di quest'iniziativa era formare il monastero ex novo. Da allora giovani confratelli cercano di far rivivere la vecchia tradizione.

## Canonici Regolari di Prémontré
L'ordine dei Premonstratensi, oggi diffuso in tutti i continenti, venera San Norberto di Xanten come suo padre spirituale. Norberto nacque circa nel 1080 e più tardi divenne un canonico della Cattedrale di San Vittorio a Xanten. Era completamente dedito alla vita mondana con i suoi compagni aristocratici. Dopo la sua conversione si separò dai suoi possessi, si fece carico di duri esercizi di penitenza e come predicatore, peregrinò in Germania, Francia e Belgio annunciando la dottrina cristiana dell'amore di Dio, della riconciliazione e del giustizia. A Prémontré vicino Laon fondò l'ordine dei Premonstratensi, che è diventato nella chiesa cattolica il più grande ordine dei canonici.

## La chiesa del monastero
La chiesa di Roggenburg è uno dei più importanti edifici del rococò in Svevia. Fu costruita dal 1752 al 1758, cominciata da Simpert Kramer e terminata da suo figlio Martin Kramer. A forma di croce è la pianta della chiesa con una lunghezza di 70 m, una larghezza di 35 m e un'altezza di 28 m. A metà è posto il banco della comunione davanti all'altare. 
L'artistica orditura a gradini fu messa da Johann Brutscher. L'alta costruzione della chiesa, seguendo la tradizione dell'ordine, non ha una facciata ma è integrata nell'edificio monastico e ha un ingresso dal lato. La navata lunga e il transetto poco meno basso formano una croce. Ad ovest del transetto sopra due cappelle laterali a pianterreno si ergono due campanili alti 70 metri con sette campane, che hanno in parte 500 anni. Due file di finestre inondano la chiesa di luce chiara. Gli affreschi furono dipinti da Franz Martin Kuen; ma l'opera principale era già distrutta nel 1845 quando il soffitto è crollato. Solo nell'anno 1900, lo Stato bavarese fece ricostruire gli affreschi secondo il modello antico. Il grande affresco sul soffitto mostra la scena del Natale, come in quasi tutte le chiese Premonstratensi, perché l'ordine fu fondato nella festa di Natale del 1120. Kuen ha dipinto anche le pale dell'altare maggiore: l'Assunzione della B.V. Maria, degli altari del transetto da sinistra a destra Il Natale del Signore, La Santa famiglia, San Norberto davanti al Santissimo, La famiglia dei Premonstratensi e La Deposizione dalla Croce. 
Le statue imponenti ai lati dell'altare maggiore - a sinistra il padre della regola, Sant'Agostino, e a destra il patrono dell'ordine San Giovanni Battista - furono intagliate da Anton Sturm. Le statue del Calvario al centro della navata, intagliate nel 1628 da Christoph Rodt, provengono dalla chiesa precedente, come anche gli stalli del coro, che possono far sedere 50 canonici e rappresentano in piccoli busti alla sinistra i 12 apostoli e Gesù e alla destra 13 donne sante. Sul pulpito si può vedere San Norberto che si erge su di un eretico con un ostensorio. La chiesa termina ad ovest con un grande organo in stile rococò. Con le sue 3550 canne d'organo e i suoi 58 registri quest'organo è adatto per perfomance concertistiche ed è in grado di realizzare alcuni effetti di suono speciali come carillon, "cinguettio" o "grandine".

## L'edificio del monastero
Nell'edificio monastico c'è uno storico refettorio rococò, ricco di stucchi, e la vecchia biblioteca con intagli artistici e un grande affresco sul soffitto del pittore classicistico Konrad Huber. Si possono visitare entrambe le sale durante una visita guidata. 
L'ex-prelatura nell'ala ovest con lo storico salone delle feste, la sala d'accoglienza e l'appartamento dell'abate imperiale, come pure le stanze dell'imperatore e gli ex-uffici, comprendono oggi il consiglio comunale, una scuola elementare e un museo monacale.

## Il museo del monastero
Accanto alla porta della chiesa c'è l'entrata al museo. In alcune stanze è rappresentata chiaramente la storia del monastero dalla fondazione nel 1126 fino alla secolarizzazione nel 1802. Un gran numero degli oggetti esposti è del lascito dell'ultimo abate imperiale, Thaddäus Aigler, che li ha trasferiti alla sua morte nel 1822 alla cassa dei poveri dell'ufficio parrocchiale con la richiesta di “tenerli insieme in un luogo, perché appartengono alla storia di Roggenburg”. Nel conservare questo legato il museo contribuisce alla ricca cultura dei monasteri in Svevia sull'esempio dell'ex-abbazia imperiale di Roggenburg. Un patrimonio artistico del XVII e XVIII secolo a tema: "Barocco", "devozione popolare" e "storia dell'ordine" è al centro della mostra: opere d'oreficeria d'Augusta, paramenti ricamati artisticamente e dipinti dei pittori Franz Martin Kuen e Konrad Huber.